# Patricia Poblete
Patricia Poblete Bennett (Temuco, 6 giugno 1946 – Santiago del Cile, 31 marzo 2022) è stata una politica ed economista cilena.

## Biografia
Patricia Poblete Bennett nacque a Temuco il 6 giugno del 1946. A metà degli anni '60 si spostò dalla sua città natale a Santiago del Cile per studiare economia presso l'Università del Cile.
Durante la sua permanenza, si iscrisse al Partito Democratico Cristiano e conobbe l'allora presidente della Federazione degli Studenti dell'Università del Cile, Jorge Navarrete, con il quale si sposò. La coppia ebbe quattro figli.
Morì il 31 marzo del 2022, all'età di 75 anni.

## Percorso politico
Durante la dittatura militare del generale Augusto Pinochet servì nella Hogar de Cristo, istituzione di beneficenza legata alla Compagnia di Gesù e successivamente nel Comitato delle Donne per le Libere Elezioni.
Con il ritorno della democrazia in Cile, lavorò nel comune di Santiago del Cile tra il 1990 e il 2000 dove servì come coordinatrice dei servizi municipali.
Nel 2000, alla fine del governo di Eduardo Frei Ruiz-Tagle, venne nominata direttrice esecutiva della Fundación Integra.
Ricoprì la carica di ministro degli alloggi e dell'urbanistica, nominata dalla presidente Michelle Bachelet, l'11 marzo del 2006 e rimasta in carica fino alla fine del governo, l'11 marzo del 2010.
Nel marzo del 2014, nell'ambito del suo secondo governo, la presidente Bachelet la nominò coordinatrice dell'Unità di gestione del programma, posizione che mantenne fino alle sue dimissioni nel dicembre del 2015.